# Liste der Monuments historiques in Saint-Clément-des-Levées
Die Liste der Monuments historiques in Saint-Clément-des-Levées führt die Monuments historiques in der französischen Gemeinde Saint-Clément-des-Levées auf.

## Liste der Bauwerke
| Bezeichnung       | Beschreibung              | Standort | Kennzeichnung | Schutzstatus | Datum | Bild |
| ----------------- | ------------------------- | -------- | ------------- | ------------ | ----- | ---- |
| Kirche St-Clément | Erbaut im 19. Jahrhundert | (Lage)   | PA00109435    | Inscrit      | 1991  |      |